# 奧格斯比 (伊利諾伊州)
奧格斯比（英語：Oglesby）是一個位於美國伊利諾伊州拉薩爾縣的城市。

## 地理
奧格斯比的座標為41°17′48″N 89°03′58″W / 41.29667°N 89.06611°W，而該地的平均海拔高度為191米（即627英尺）。

## 人口
根據2010年美國人口普查的數據，奧格斯比的面積為10.51平方千米，當中陸地面積為10.51平方千米，而水域面積為0.00平方千米。當地共有人口3791人，而人口密度為每平方千米360.7人。